# Neděliště
Neděliště (ty Neděliště, do Nedělišť, v Nedělištích; německy Nedielischt) je obec v okrese Hradec Králové, která se rozkládá něco přes 8 km severoseverozápadně od Hradce Králové na úpatí vrchu Chlumu (269 metrů nad mořem), v sedlovitém údolí potůčku Olšovky, která obcí protéká od západu k jihovýchodu. Žije zde 378 obyvatel a rozloha obce činí 585,06 ha.

## Vybavenost obce
V Nedělištích je kostel, zámek, mateřská škola, koupaliště. Česká pošta je ve Všestarech a Policie ČR ve Smiřicích, nejbližší železniční stanice v Předměřicích nad Labem.
V Nedělištích jsou tyto organizace: Sbor dobrovolných hasičů (založen v roce 1886), Český svaz zahrádkářů, Český svaz chovatelů drobného zvířectva a Sportovní klub. V roce 1980 byly Neděliště přiděleny k všestarskému zdravotnímu obvodu, kde jsou dodnes.

## Členění obce
Obec se nečlení na části, ale na dvě katastrální území (zároveň ZSJ): Dolní Neděliště a Horní Neděliště, jejichž zástavba však tvoří jeden urbanistický celek. Část Horních Nedělišť směrem k Máslojedům se lidově nazývá Ponděliště.

## Sousedící obce
Neděliště hraničí na severozápadě s Máslojedy, na severovýchodě se Sendražicemi, na východě s Lochenicemi, na jihovýchodě s Předměřicemi nad Labem, na jihu se Světí, a na západě se Všestary.

## Pamětihodnosti
- Zámek s kaplí a zámeckým parkem. Zámek byl poškozen v bitvě u Hradce Králové střelbou.[4]
- Kostel Nanebevzetí Panny Marie ze 14. století
- Barokní kříž a pískovcová socha svatého Jana Nepomuckého na návsi z roku 1729
- Pískovcová boží muka na okraji vesnice
- Zbytky dvou tvrzí

## Historie
První písemná zmínka o vsi Neděliště se nalézá v darovací listině prvního českého krále Vratislava opatovickému klášteru z roku 1073. Další zmínka o obci se dá najít v zakládací listině strahovského kláštera z roku 1143. Po roce 1579 došlo k rozdělení vsi na dvě části: Dolní a Horní, které byly pod různými vrchnostmi. Roku 1882 se spojily obce Horní a Dolní Neděliště v jednu politickou obec, ke sloučení obou katastrů však nikdy nedošlo. Obě části však do roku 1886 měly vlastní místní výbor a starostu i vlastní jmění. Roku 1922 byla do obce z Hradce Králové zavedena elektřina. Roku 1996 zde byla provedena plynofikace a roku 1999 sem byl zaveden vodovod z Hradce Králové.

## Zajímavost
V Chorvatsku je podobně pojmenované městečko Nedelišće, na Slovensku obec Sobotiště.

## Galerie

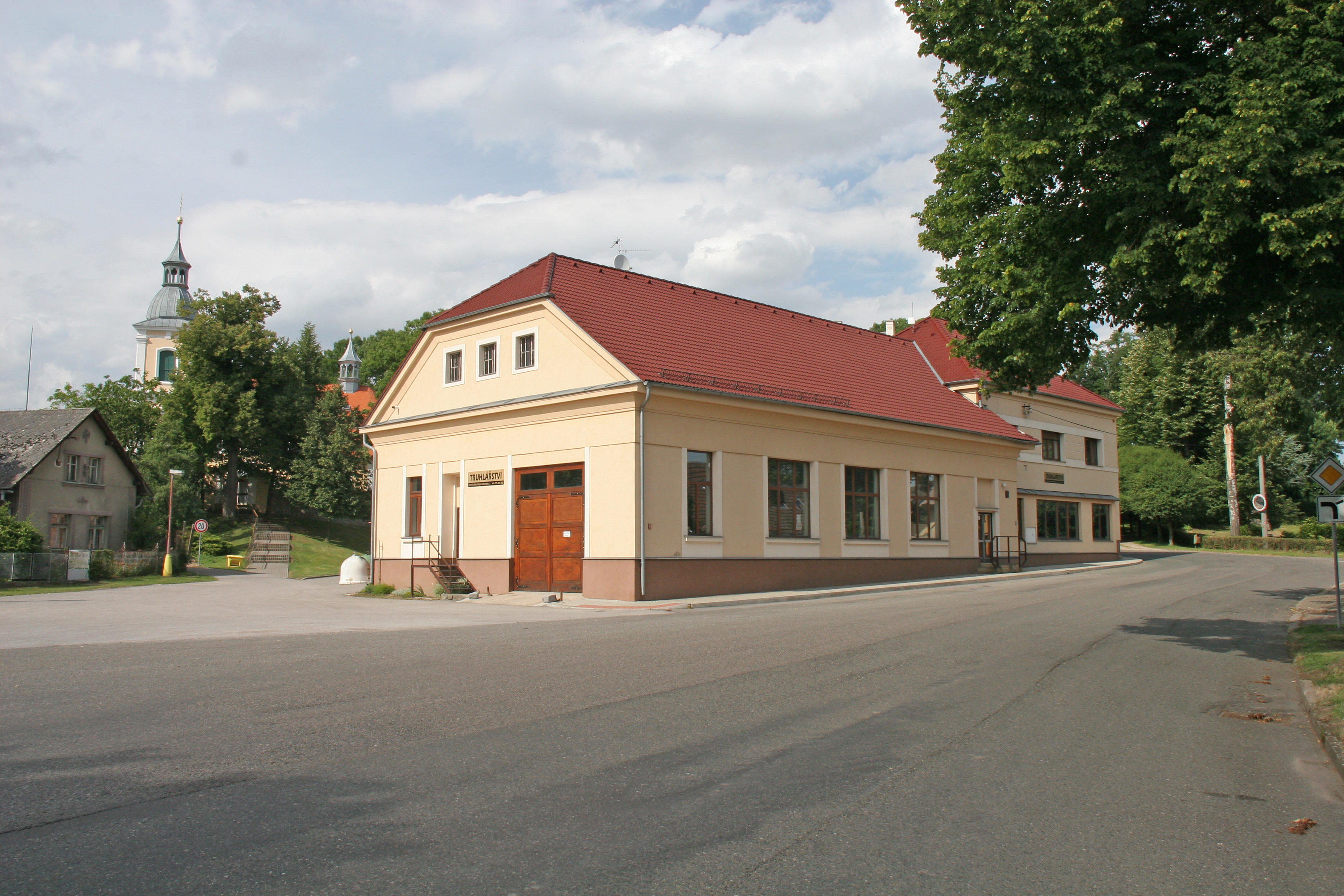
Stavení čp.41
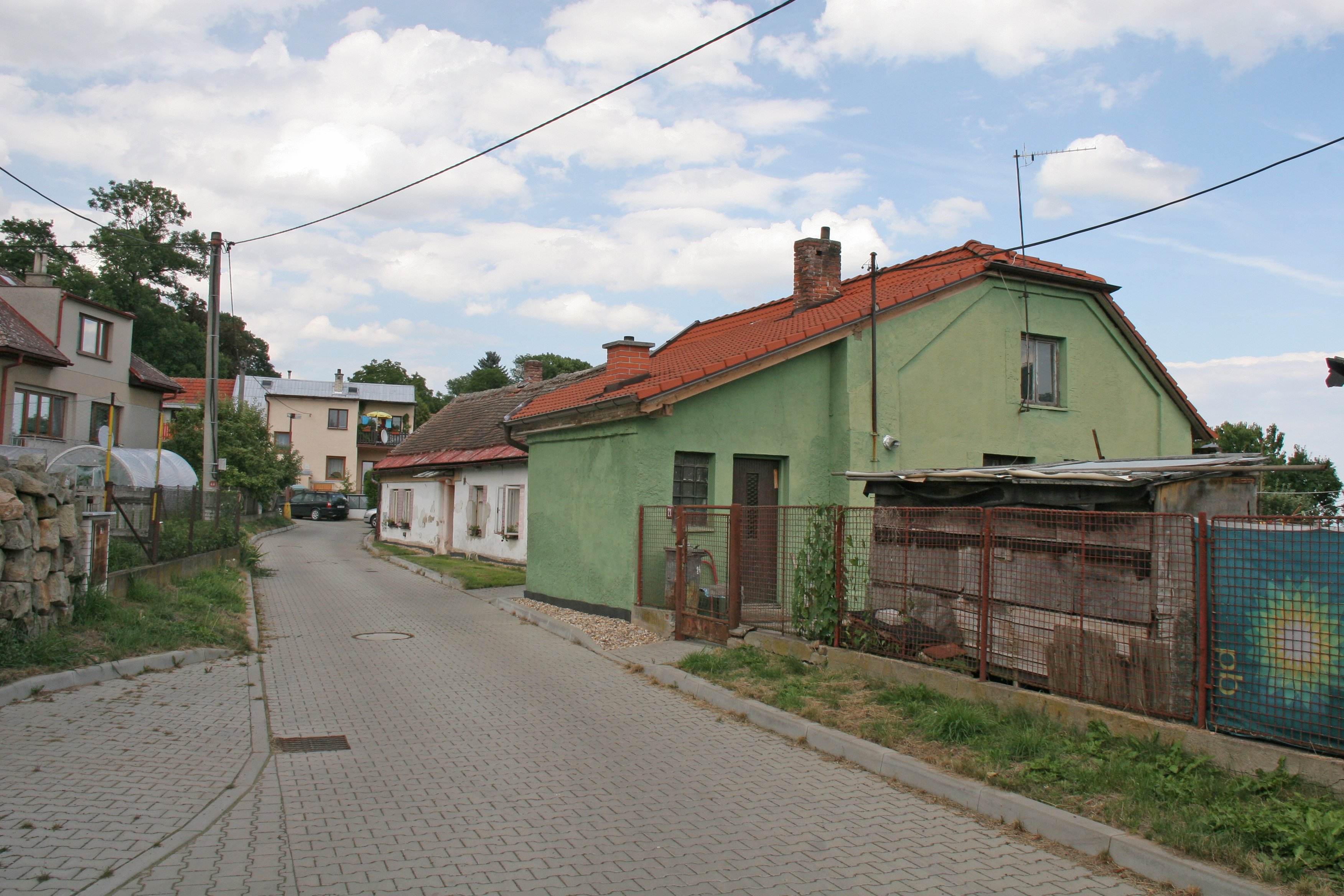
Stavení čp.17
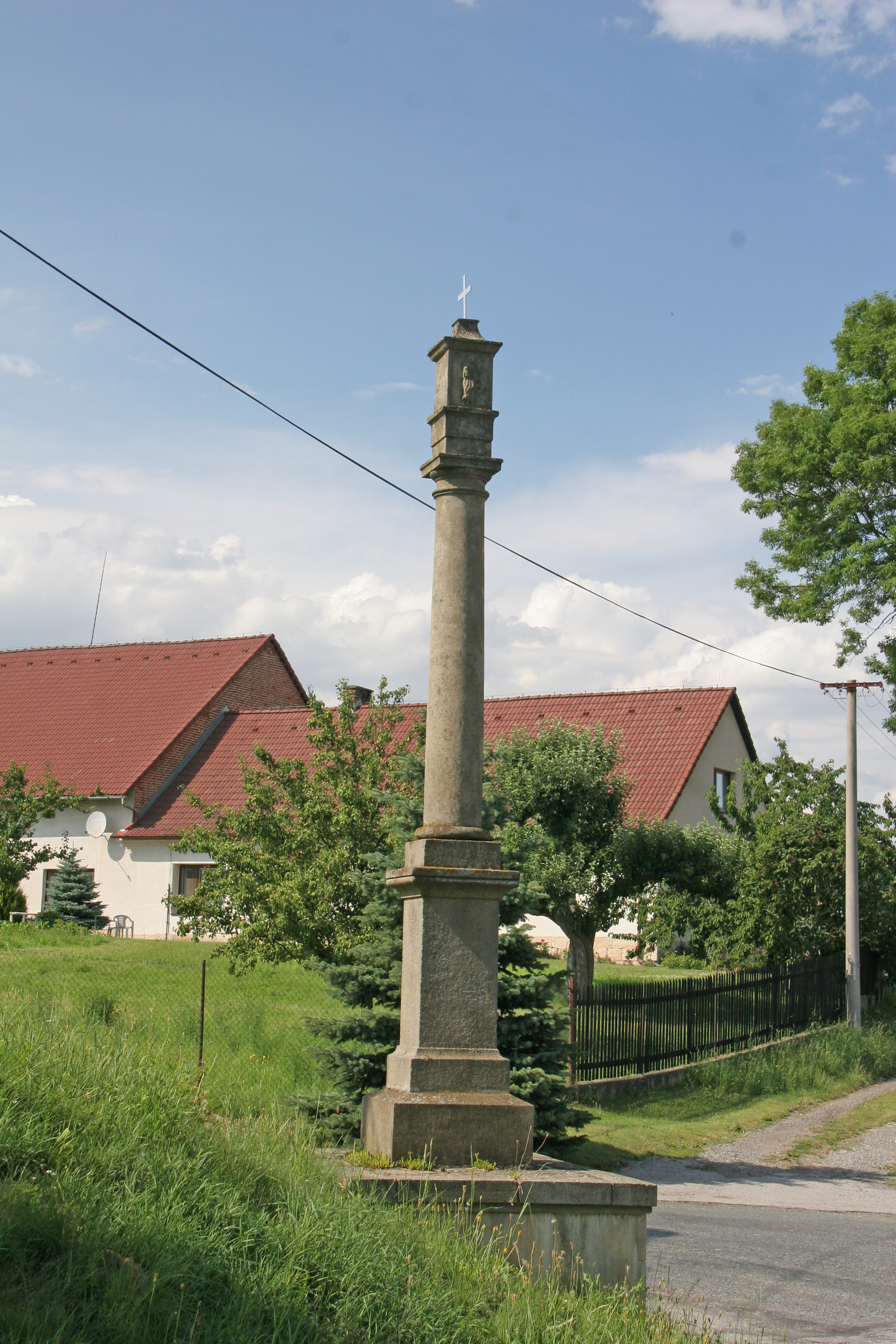
Boží muka
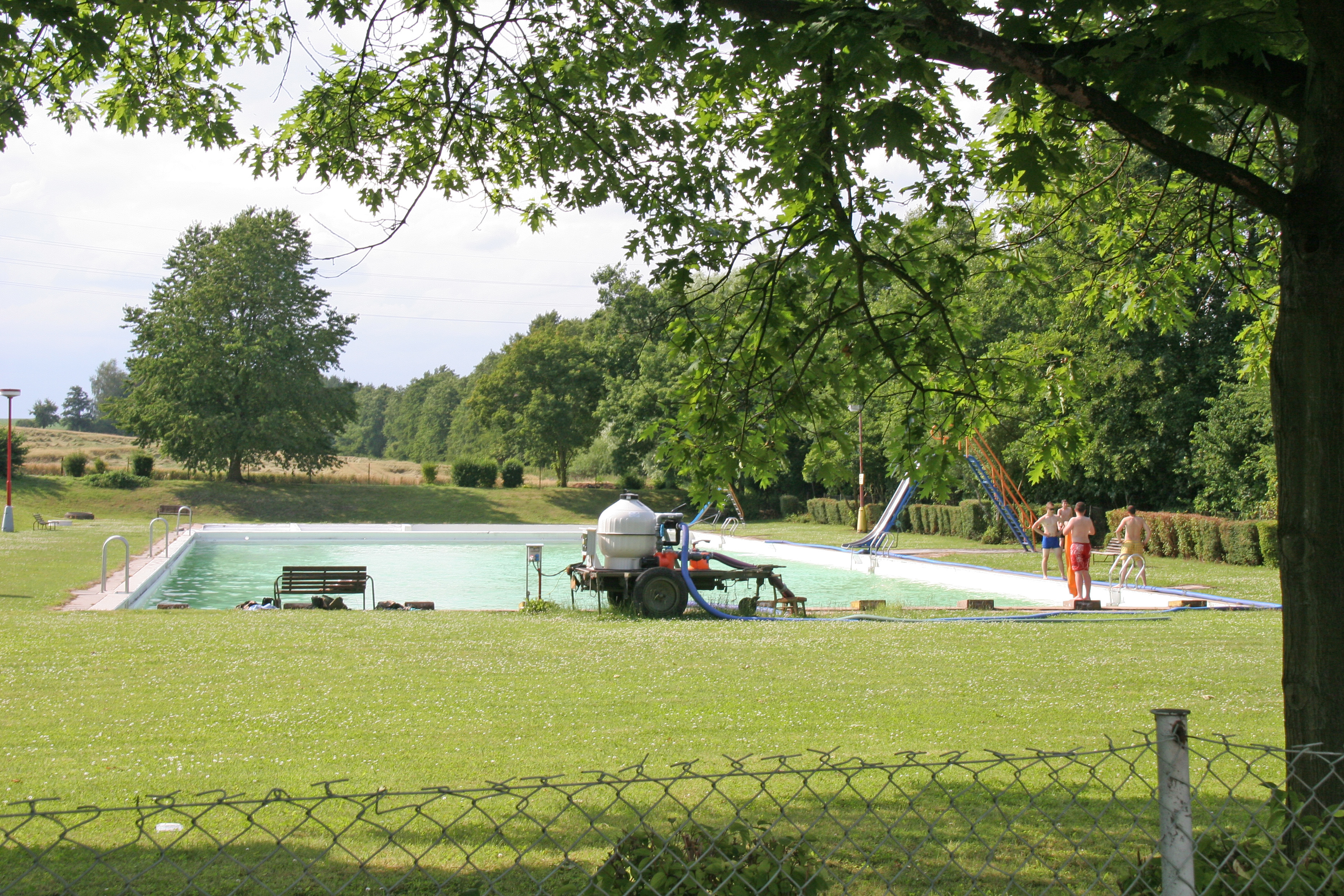
Koupaliště
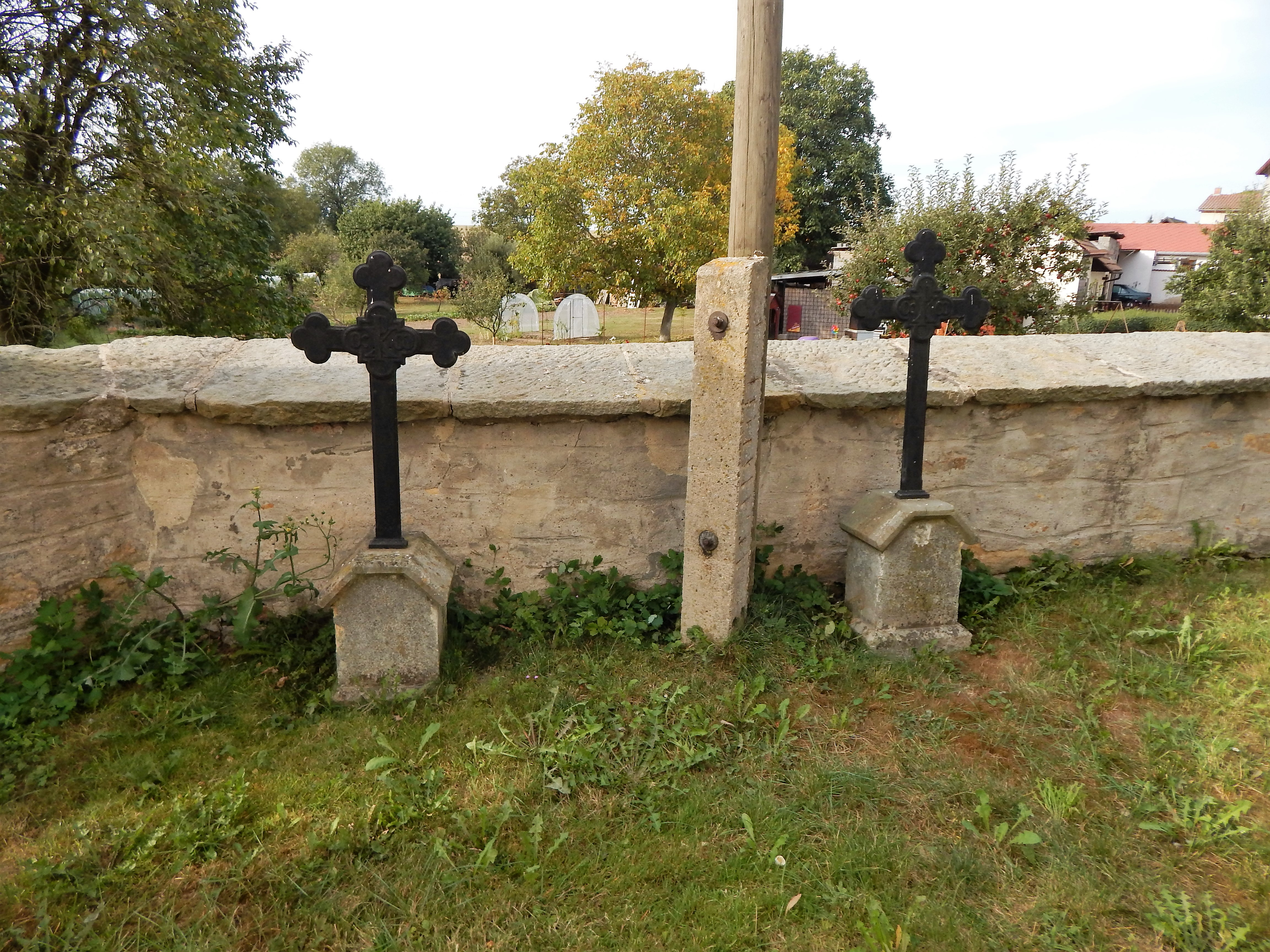
Pomník pruského svobodníka
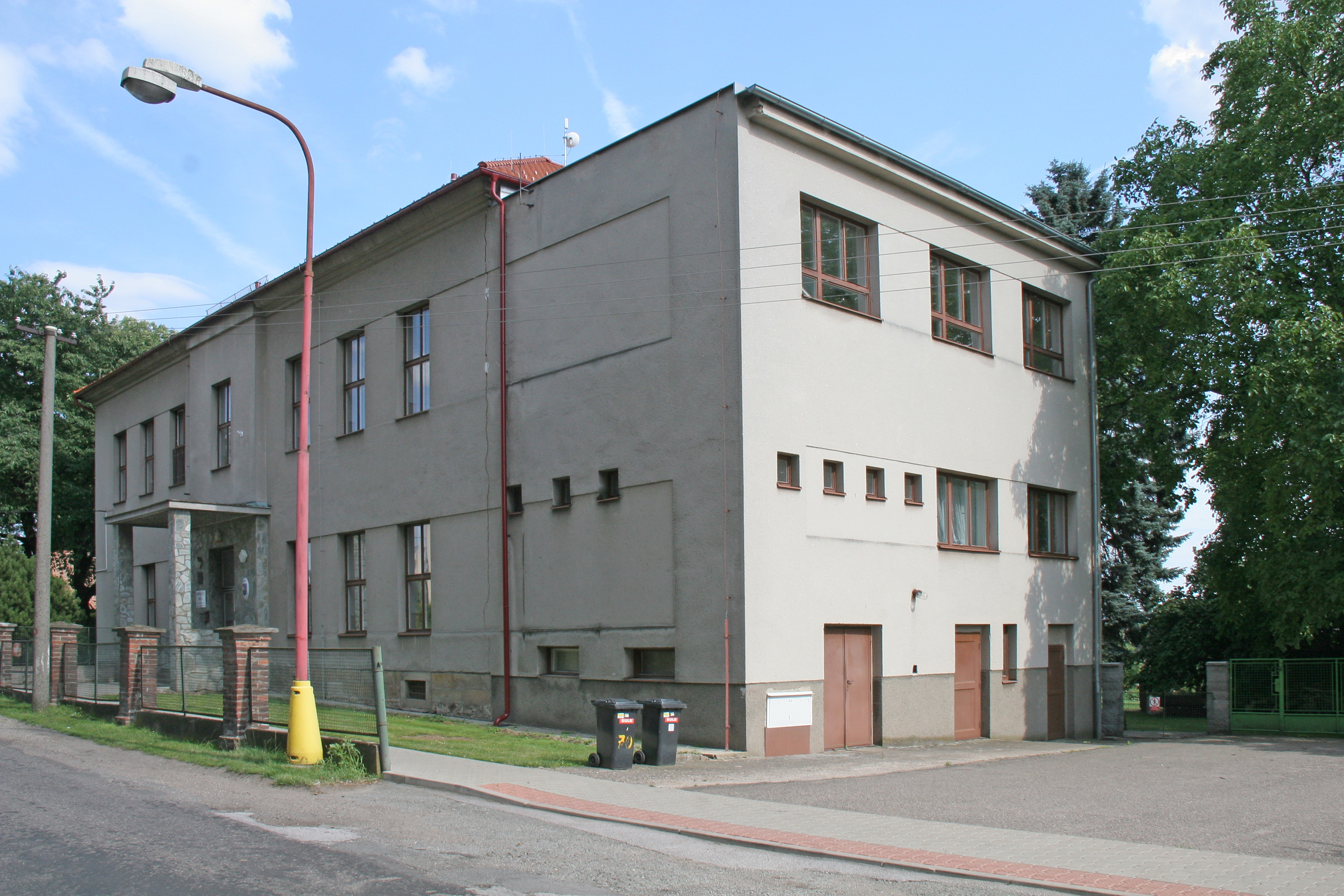
Mateřská škola